# Dalby (Kerteminde Kommune)
 For alternative betydninger, se Dalby. (Se også artikler, som begynder med Dalby)
Dalby er en by på den nordøstfynske halvø Hindsholm med 297 indbyggere  (2024), beliggende 11 km nordøst for Munkebo, 22 km nordøst for Odense og 9 km nord for Kerteminde. Byen hører til Kerteminde Kommune og ligger i Region Syddanmark.
Dalby hører i Folkekirken til Dalby Sogn, og Dalby Kirke ligger i byen. Dalby Valgmenighedskirke (Bethlehemskirken) ligger også i byen og benyttes af Kerteminde-Dalby Valgmenighed, der også har Kerteminde Valgmenighedskirke.

## Faciliteter
Hindsholmskolen har 283 elever, fordelt på 0.-9. klassetrin. Til skolen er der tilknyttet SFO og juniorklub. I forbindelse med skolen ligger tillige idrætsanlægget Hindsholmhallen.
Dalby Forsamlingshus har plads til 120 personer. Lokalhistorisk Arkiv holder til i forsamlingshuset.

## Historie
Dalby er kendt fra 1348. Den blev udskiftet i 1799, hovedsageligt fra baroniet Scheelenborg.

### Dalby Friskole
Christen Kold startede i 1851 Ryslinge Højskole, Danmarks tredjeældste folkehøjskole efter Rødding (1844) og Uldum (1849). Blandt eleverne var en søn af folketingsmand Christen Larsen fra Flægkærgård i Dalby. Christen Larsen havde været med i vækkelsesbevægelsen, men var blevet grundtvigianer og havde dannet et "Dansk Samfund", der skulle sprede folkelig oplysning og vækkelse på Hindsholm. Christen Larsen og hans støtter opfordrede Kold til at komme og undervise deres børn. Kold påtog sig opgaven og startede i 1852 Danmarks første friskole i en lejet stue. I 1853 opførte han en bygning til Dalby Friskole, hvor han også holdt højskole, der uddannede lærere til de friskoler, der efterhånden dukkede op.
Christen Kold blev i Dalby til 1862, hvor han flyttede det meste af bygningen til Dalum og oprettede Dalum Højskole. En lille fløj blev stående i Dalum, så børneskolen kunne fortsætte. Forældrene købte den i 1863 og byggede et nyt skolelokale og en gymnastiksal, der også blev brugt som mødesal for hele egnen indtil der i 1911-12 blev opført et forsamlingshus lige over for friskolen. Det afløste et "Venstrehus" og et "Højrehus", som byen tidligere havde haft. Forsamlingshuset blev i 1929 udvidet med kommunekontor og vandrerhjem. Efterskole og højskolehjem har der også været i Dalby.

### Stationsbyen
I 1899 beskrives Dalby således: "Dalby, ved Landevejen, med Kirke, Præstegd., Skole, Valgmenighedskirken „Bethlehemskirken" (opf. 1898 med to Taarne, i samme Stil som Kirken i Fjenneslev), Friskole med Forsamlingshus, samt Endestation for Odense-Kjerteminde Banen, Telegraf- og Telefonstation; "
Målebordsbladet fra 1800-tallet viser desuden et fattighus, og målebordsbladet fra 1900-tallet viser et elværk. Sogneskolen var fra 1892 og blev udvidet i 1916 og 1942. Byen fik frugtsalgsforretning i 1942 og andelskølehus i 1951.
Dalby havde station på Odense-Kerteminde-Dalby Jernbane, der blev åbnet i 1900. I 1914 blev den forlænget til Martofte og kom til at hedde Odense-Kerteminde-Martofte Jernbane. I de 14 år, hvor Dalby var endestation, gik sporene vest for stationsbygningen, men ved forlængelsen blev de flyttet til østsiden. Dalby Station havde kombineret krydsnings- og læssespor med siderampe, kvægfold, vognvægt, troljespor og to private pakhuse.
Banen blev nedlagt i 1966. Stationsbygningen er bevaret på Dalby Bygade 44. Fra Hersnapvej nord for byen går en 3½ km lang sti på banens tracé til Martofte. Fra Mosegårdsvej i den sydlige ende af byen går en 2½ km lang banesti forbi Mesinge til Fynshovedvej.